# Őfelsége Színháza
Az Őfelsége Színháza, angolul: His Majesty's Theatre (női uralkodó esetén Her Majesty's Theatre lenne, III. Károly koronázásáig ezt a nevet viselte) színház a londoni West End Haymarketen található, 1216 ülőhellyel.

## Története
A St. James kerületben található Haymarket utcában már 1705-ben színház épült. Az elsőt John Vanbrugh építtette, és The Queen's Theatre-nek hívták, Anna brit királynő uralkodása alatt, majd The King's Theatre-nek 1714 után, amikor utódja férfiuralkodó volt.
Akkoriban egész Londonban nagyon kevés engedéllyel rendelkező színház működött. A színházat 1710-től operaelőadásokra használták, egészen 1789-ig, amikor tűz pusztította. Itt tartották Händel Angliába költözése óta komponált művei többségének ősbemutatóját.
A második színházat 1791-ben avatták fel. Ezután 1806-ban mutatták be Mozart La clemenza di Titóját, 1811-ben  Cosi fan tuttéját és 1816-ban Don Giovanni című művét. John Nash és George Renton 1816 és 1818 között változtatásokat hajtott végre a homlokzaton és a csarnokon, valamint egy boltívet emelt, az úgynevezett Royal Opera Arcade-ot, amely a színház hátsó részén ma is látható.
A King's Theatre akkori zenei vezetői közül híres és különc francia hárfaművész, Nicolas Bochsa (1789–1856), aki 1827-től hat évig töltötte be ezt a funkciót. Amikor 1837-ben Viktória királynő trónra lépett, a színház nevét Őfelsége Színháza, Olasz Operaházra változtatták. Az Olasz Operaház nevet 1847-ben törölték. 1867 decemberében a színházat ismét tűz pusztította.
A harmadik színházat 1869-ben újjáépítették, majd 1892-ben lebontották. Funkciója azonban főként az operák és balettek bemutatása maradt.
A negyedik színház, amelyet C.J. Phills épített, 1897-ben nyílt meg. Ez utóbbi a kezdeti évek kivételével a musicalek bemutatásának szentelte magát. A Chu Chin Chow című zenés vígjátékot 1916-ban mutatták be, és 2235 előadást ért meg, ami akkori rekord volt.
Noël Coward Bitter Sweet című színdarabja 1929 óta 697 előadást ért meg itt. A második világháború után a zenés vígjátékok uralták a színházat. A legismertebbek közé tartozik: a Brigadoon (1949), a Paint Your Wagon (1953), a West Side Story (1958) és a Hegedűs a háztetőn, amelyek 1967-től kezdve 2030 előadást értek meg.
1982 és 1985 között az ITV1-lánc élőben közvetítette a színházból a Live from Her Majesty's című műsort. Az egyik ilyen rész alatt Tommy Cooper 1984-ben a színpadon elájult.
1986 óta állítják színpadra Az Operaház fantomja című musicalt.

## Képek

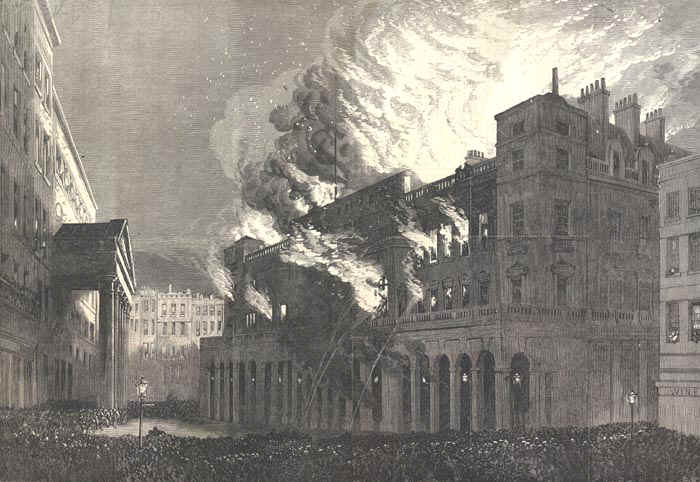
Az 1867-es tűzvész
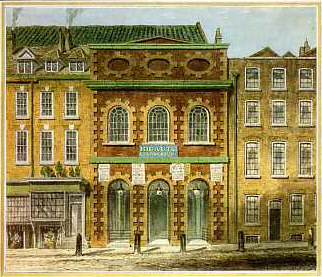
Az egykori Király Színház, 19. századi képes levelezőlap

## Fordítás
- Ez a szócikk részben vagy egészben  a   Her Majesty's Theatre című olasz Wikipédia-szócikk ezen változatának fordításán alapul.  Az eredeti cikk szerkesztőit annak laptörténete sorolja fel. Ez a jelzés csupán a megfogalmazás eredetét és a szerzői jogokat jelzi, nem szolgál a cikkben szereplő információk forrásmegjelöléseként.